# San Clemente Island
San Clemente Island – należąca do Stanów Zjednoczonych najdalej na południe wysunięta wyspa archipelagu Channel Islands, położona na Oceanie Spokojnym na zachód od wybrzeży Kalifornii. Administracyjnie należy do hrabstwa Los Angeles. Według oficjalnych wyników spisu powszechnego z 2000 nie posiada stałych mieszkańców.

## Historia
Według wyników badań archeologicznych, wyspa była zasiedlona około 10 tys. lat temu. Późniejsi mieszkańcy pozostawili ślady materialne, w tym także towary pochodzące ze stałego lądu. Nie zostało ustalone, jakie plemię zamieszkiwało wyspę, najczęściej wymienia się lud Tongva, rzadziej Chumash.
Nazwę wyspie nadał hiszpański odkrywca, Sebastián Vizcaíno, który przybił do jej wybrzeży 23 listopada 1602, w dzień świętego Klemensa. W XIX i w i połowie XX wieku San Clemente była użytkowana przez rolników, rybaków a także przemytników. Nazwa miasta San Clemente na kalifornijskim stałym lądzie, w hrabstwie Orange, pochodzi od nazwy wyspy.

## Baza wojskowa
W 1934 wyspę przejęła Marynarka Wojenna Stanów Zjednoczonych. Kompleks wojskowy zajmuje obecnie 8,986 km². Obejmuje między innymi stację sonaru i poligon rakietowy. W latach 1957 i 1960 wystrzeliwano z niego rakiety UGM-27 Polaris, w ramach programu ich testów.

## Przyroda wyspy
Wyspę zamieszkują zwierzęta z zagrożonych gatunków, amerykańska marynarka podejmuje kroki celem ich ochrony. Gatunkiem endemicznym wyspy jest lis wyspowy Urocyon littoralis clementae. Populacja zdziczałych kóz, zamieszkujących San Clemente od kilku stuleci, osiągnęła apogeum w 1972, gdy doliczono się 11 tysięcy sztuk. Do 1980 zredukowano ich liczbę do 4000. Plany dalszego odstrzału zablokowały organizacje ekologiczne, kozy zostały wyłapane i przetransportowane na stały ląd.
Zatoki wokół wyspy są odwiedzane przez nurków, z uwagi na bogate życie morskie wokół wyspy. Na jej wybrzeżach spotkać można lwy morskie i homary.